# 海野三朗

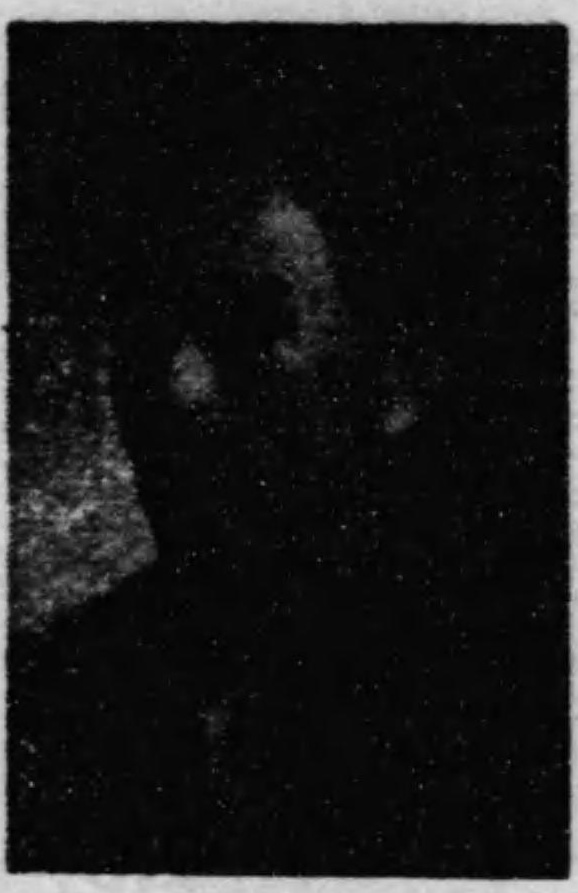
海野三朗

海野 三朗（うんの さぶろう、1889年（明治22年）9月21日 - 1961年（昭和36年）1月14日）は、大正・昭和期の冶金学者、僧侶、政治家。衆議院議員、参議院議員、理学博士。

## 経歴
山形県山形市で、浄土真宗本願寺派・明善寺住職、海野覚英の三男として生まれる。1916年（大正5年）東北帝国大学理科大学物理学科を卒業した。
山形県立米沢中学校（現山形県立米沢興譲館高等学校）教諭に就任。1919年（大正8年）農商務省に入省し、製鐵所技手、同技師を歴任。その後、八幡製鉄所研究所員、日本製鐵理事、同研究所調査部長、技術院事務嘱託などを務めた。1935年（昭和10年）鉄炭素の研究で日本学士院賞を受賞した。
戦後に帰郷し、1945年（昭和20年）生家の明善寺住職に就任。1946年（昭和21年）4月、第22回衆議院議員総選挙で山形県選挙区から日本社会党公認で立候補して初当選。1947年（昭和22年）4月の第23回総選挙で山形県第1区から立候補して再選され、第24回総選挙で落選した。1953年（昭和28年）4月の第3回参議院議員通常選挙で山形地方区から社会党左派公認で立候補して当選した。この間、日本社会党山形県支部連合会会長、同顧問、同党山形支部長、同党中央委員、日本農民組合連合会顧問、最上特定地域開発振興同盟顧問、参議院懲罰委員長、同商工委員会理事などを務めた。衆議院議員に連続2期、参議院議員に1期在任した。その後、1959年（昭和34年）6月の第5回通常選挙に立候補したが落選し、政界の一線から引退した。
その他、山形市立産業科学研究所長を務めた。
1961年1月14日、死去した。71歳没。死没日付をもって正五位勲六等かた従四位勲三等に叙され、瑞宝章を追贈された。

## 著作
- 『科学と宗教』〈仏教研究叢書 第10〉大東出版社、1933年。
- 『鉄鋼研究 第1』山海堂、1940年。
- 『火と日本』山海堂、1941年。